# Kurt Hamer

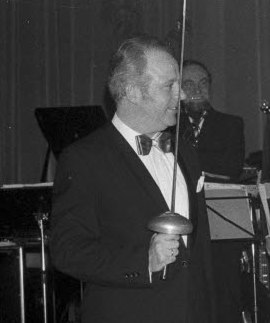
Kurt Hamer auf dem Ball des Sports im Kieler Schloss (1975)

Kurt Hamer (* 24. April 1926 in Neumünster; † 3. Januar 1991 in Nortorf) war ein deutscher Politiker (SPD). Er war von 1975 bis 1987 Erster Vizepräsident des Landtages von Schleswig-Holstein.

## Leben und Beruf
Nach der Volksschule leistete Hamer ab September 1944 Kriegsdienst. Nach Kriegsende besuchte er eine Lehrerbildungsanstalt, wo er einen pädagogischen Lehrgang absolvierte. Anschließend war er von 1948 bis 1957 als Lehrer an einer Volksschule tätig. Seit 1957 unterrichtete er an einer Realschule.
Kurt Hamer war verheiratet und hatte drei Kinder.

## Partei
Hamer war in der Hitler-Jugend Oberkameradschaftsführer, er beantragte am 24. Januar 1944 die Aufnahme in die NSDAP und wurde zum 20. April desselben Jahres aufgenommen (Mitgliedsnummer 9.884.812).
Er trat 1959 in die SPD ein und gehörte von 1962 bis 1976 dem Vorstand des SPD-Kreisverbandes Rendsburg bzw. Rendsburg-Eckernförde an. Er war von 1970 bis 1976 schließlich Vorsitzender des Kreisverbandes und gehörte von 1969 bis 1975 auch dem SPD-Landesvorstand in Schleswig-Holstein an. Zuletzt war Hamer ab 1987 Schatzmeister des SPD-Landesverbandes Schleswig-Holstein.

## Abgeordneter
Von 1959 bis 1982 gehörte er dem Stadtrat von Nortorf und von 1964 bis 1974 dem Kreistag des Kreises Rendsburg bzw. ab 1970 des Kreises Rendsburg-Eckernförde an.
Hamer war von 1967 bis 1987 Mitglied des Landtages von Schleswig-Holstein. Dort war er von 1971 bis 1983 stellvertretender Vorsitzender der SPD-Landtagsfraktion, von 1975 bis 1979 stellvertretender Vorsitzender des Ausschusses für die Wahrung der Rechte der Volksvertretung sowie von 1975 bis 1983 stellvertretender Vorsitzender des Finanzausschusses. Am 26. Mai 1975 wurde er zum Ersten Landtagsvizepräsidenten gewählt und 1979 und 1983 jeweils im Amt bestätigt. Der Landtag wählte ihn zum Mitglied der Bundesversammlungen 1969, 1979 und 1984.
Kurt Hamer ist stets über die Landesliste in den Landtag eingezogen.

## Öffentliche Ämter
Von 1988 bis zu seinem Tod war Hamer Grenzlandbeauftragter des Landes Schleswig-Holstein.

## Orden
- 1975 Verdienstkreuz am Bande
- 1981 Bundesverdienstkreuz 1. Klasse
- 1984 Ritterkreuz 1. Klasse des dänischen Dannebrogordens
- 1985 Großes Verdienstkreuz des Verdienstordens der Bundesrepublik Deutschland